# Віреончик буроголовий

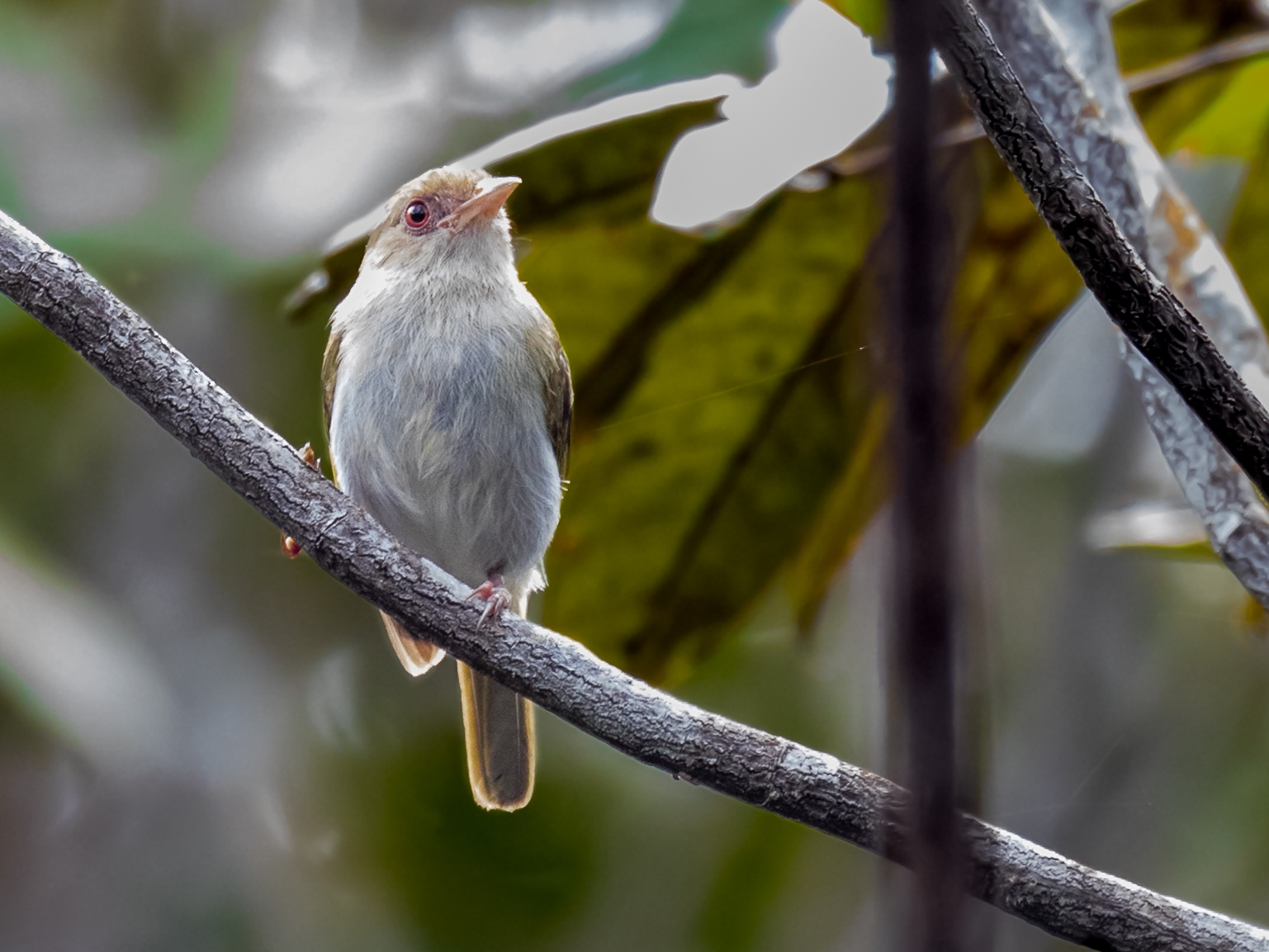
Буроголовий віреончик

Вірео́нчик буроголовий (Hylophilus brunneiceps) — вид горобцеподібних птахів родини віреонових (Vireonidae). Мешкає в Амазонії.

## Поширення і екологія
Буроголові віреончики мешкають на півдні Венесуели (Амасонас, Болівар), на заході Колумбії (схід Вічади, Ґуайнія і Ваупес) та на північному заході бразильської Амазонії (басейн річки Ріу-Неґру в штаті Рорайма та на півночі Амазонасу). Вони живуть в амазонській сельві і варзейських лісах (тропічних лісах у заплавах Амазонки і її притоків). Зустрічаються на висоті до 200 м над рівнем моря.